# Opel Rekord A

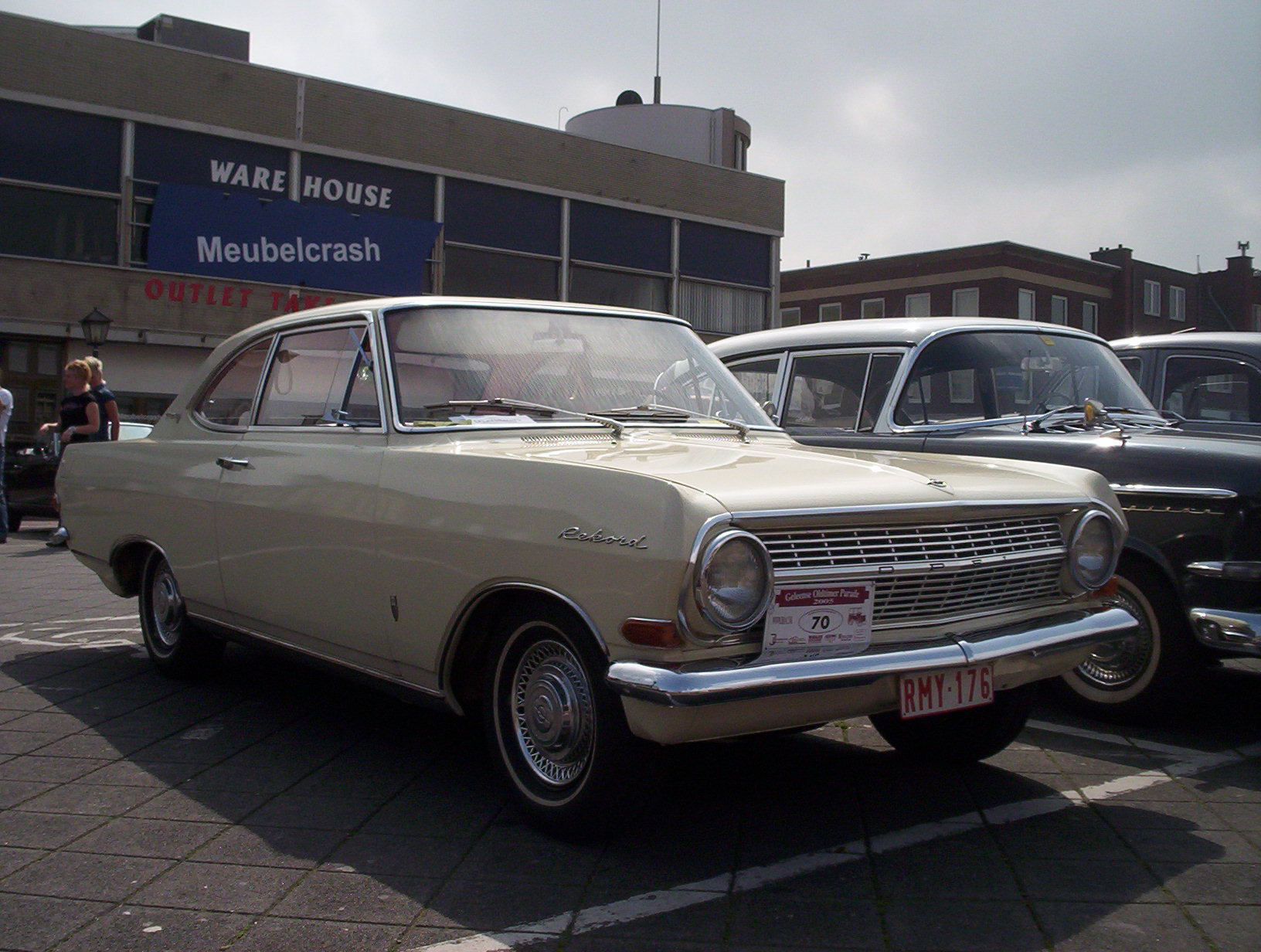
Opel Rekord A Coupe

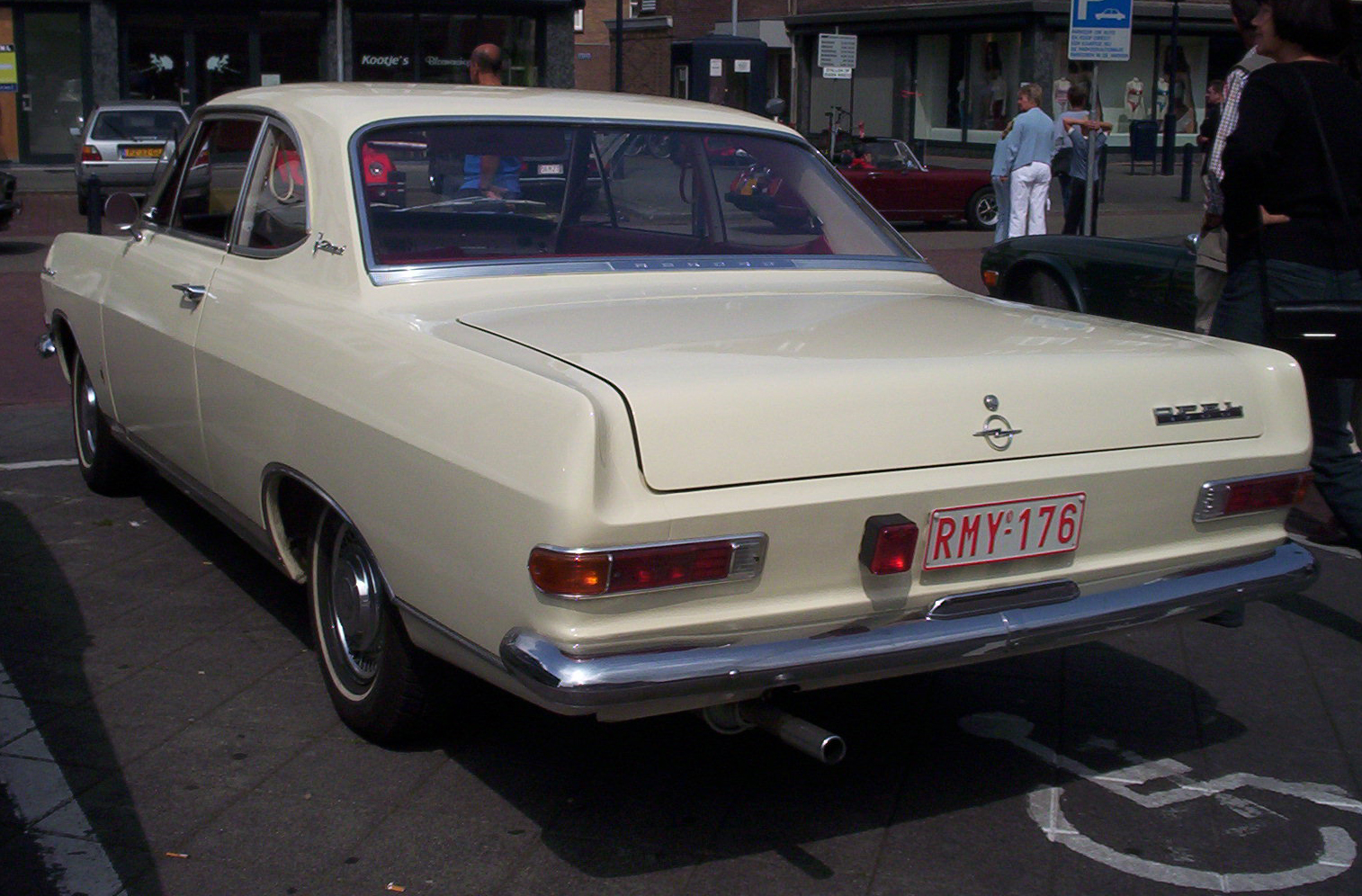
Achterkant Opel Rekord A Coupe

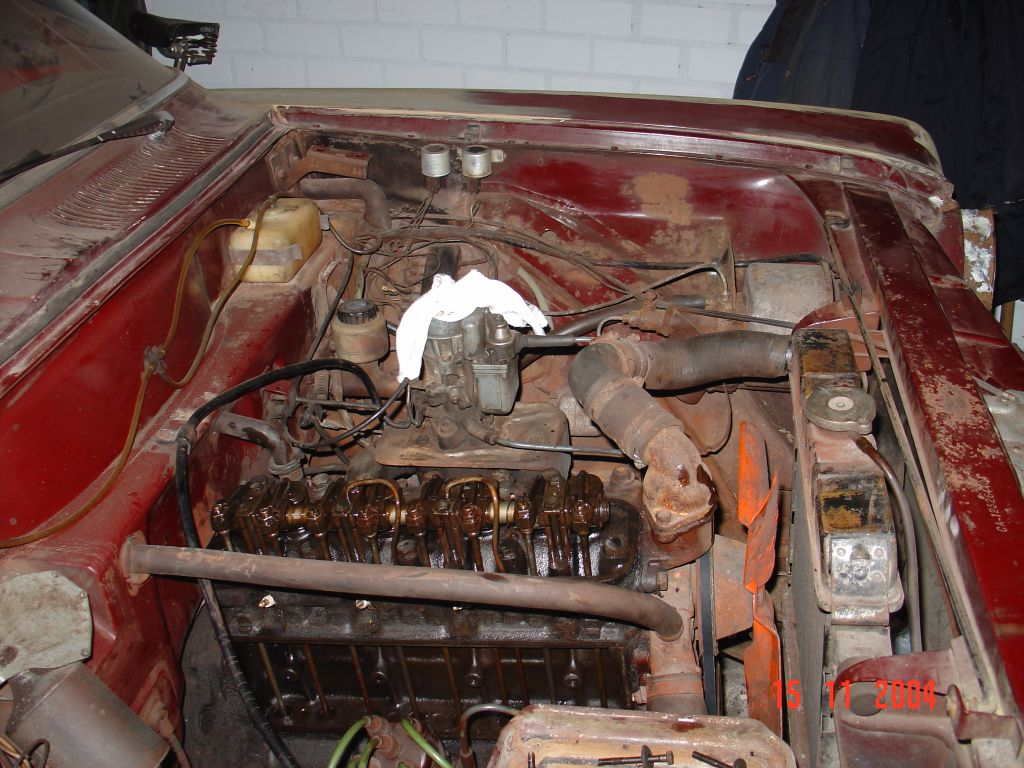
Motorblok 1700 "S"

De Opel Rekord "R3" A werd in mei 1963 voorgesteld aan het publiek. Daar waar zijn voorgangers een barokke stijl hadden, viel de A op door zijn simpele, maar sierlijke, lijnvoering. Deze was grotendeels gebaseerd op het uiterlijk van de Chevrolet Chevy II van 1962.
De Rekord A was in verschillende uitvoeringen leverbaar:
- 2-deurs coach
- 4-deurs sedan
- Coupé
- Cabriolet (op basis van de coupé, geproduceerd door Autenrieth en Deutsch)
- Car-A-Van
- Bestelwagen

## Techniek
De techniek was nog van de oude stempel. Het motorblok was nog gebaseerd op de techniek die werd gebruikt in de Olympia van 1937. Het is een viercilinder in rij. Dit blok maakt gebruik van een onderliggende nokkenas en dus lange klepstoters.
In 1500 cc-uitvoering betekende dit 63 SAE PK, de 1700 cc had 68 SAE PK. Tevens was er nog een "S" uitvoering van de 1700 cc, deze gaf 76 SAE PK. Dit gaf topsnelheden van 128, 135 en 146 km/h.
Tevens was er de mogelijkheid tot een 6 cilinder, de 2600 cc uit de Kapitän. Deze werd enkel geleverd in de 4-deurs en coupé en bracht het tot 100 pk, goed voor een topsnelheid van 165, respectievelijk 170 km/h.

## Prijzen 1963/1964
- Coach   
  - 1500cc      ƒ 7695,-
  - 1700cc      ƒ 7795,-
- Sedan     
  - 1500cc      ƒ -
  - 1700cc      ƒ 8295,-
  - 1700cc "L"  ƒ 8955,-
- Coupé     
  - 1700ccS     ƒ 8995,-
- Car-A-Van 
  - 1500cc      ƒ 8465,-
  - 1700cc      ƒ 8565,-
- Bestel    
  - 1500cc      ƒ 6345,-
  - 1700cc      ƒ 6445,-
- Opties:
  - 4-versnellingsbak     ƒ 110,-
  - Schijfremmen voor     ƒ 195,-
  - Olymat-automaat       ƒ 450,-

## Prijzen 1965
- Coach     
  - 1500cc      ƒ 7660,-
  - 1700cc      ƒ 7760,-
- Sedan     
  - 1700cc      ƒ 8295,-
  - 1700ccS "L" ƒ 9150,-
  - 2600cc  "L" ƒ 10355,-
- Coupé     
  - 1700ccS     ƒ 9190,-
  - 2600cc  "L" ƒ 10.395,-
- Car-A-Van 
  - 1500cc      ƒ 8430,-
  - 1700cc      ƒ 8530,-
  - 1700cc      ƒ 8690,-  incl. Bagagerek
- Bestel    
  - 1500cc      ƒ -
  - 1700cc      ƒ -
- Opties:
  - 4-versnellingsbak     ƒ 110,-
  - Schijfremmen voor     ƒ 230,-